# NAET (ナムブドゥリパッドアレルギー除去療法)
ナムブドゥリパッドアレルギー除去療法（英: Nambudripad Allergy Elimination Techniques、略称NAET）は、アレルギーやそれに関連する症状を治療できると主張する代替医療の一種である。カイロプラクターで鍼灸師のデビ・S・ナムブドゥリパッドが、アプライドキネシオロジー、鍼、指圧、栄養管理やカイロプラクティックの方法を組みわせて考案し、1983年に始めた。ただし、ここで言う「アレルギー」「アレルゲン」は医学とは異なる意味に再定義されており、「アレルギー」はその人の電磁波エネルギーと「アレルゲン」の間のエネルギーの不均衡であり、「アレルゲン」はその人のエネルギーを下げるものとされる。
アレルギー治療・評価に関する科学的根拠はなく、根拠に基づく医療ではない。

## バックグラウンド
創始者デビ・S・ナムブドゥリパッドはインドに生まれた。1才になる直前にトマトを食べてから湿疹が出始め、その後全身の関節痛、副鼻腔炎、偏頭痛などを患い、年中体調不良で治療を受けていた。1976年にアメリカのカリフォルニアに移住した。
多様な症状の改善を求めて、大学でカイロプラクティックおよび鍼灸を学んだ。食物アレルギーではと指摘され、米とブロッコリーのみの食事にすると症状が出なくなったが、その厳格な制限食の継続は容易でなかった。
鍼による自己治療を試み、ニンジン屑が皮膚に附着した状態で鍼を打った後、ニンジンアレルギーがなくなったという。ナムブドゥリパッドは鍼治療中に微量のニンジンがあったことが治癒の鍵だと考えた。その後実験的に施術を続け不調の大部分が軽快し、トマト各種を施術した後には不整脈も軽快したという。彼女は、鍼治療中に少量のアレルゲンに触れることで、食物やその他の物質へのアレルギー反応を除去できるという仮説を立てた。
ナムブドゥリパッドは、NAETを推奨するアレルギー研究基金 Nambudripad’s Allergy Research Foundation（NARF）を設立し、The Journal of NAET、Energetics & Complementary Medicine という雑誌を発行している。
ナムブドゥリパッドは、カイロプラクターおよび鍼灸師として認可されており、自分自身を医学博士（MD）であると考えている。自身のサイトで、2002年に中南米のカリブ海の小国アンティグア・バーブーダにある University of Health Sciences で医学博士の学位を取得したと書いている。しかし University of Health Sciences は、彼女が住むカリフォルニアの州医療委員会（Medical Board of California）の有効な免許を取得できる機関のリストの中に存在せず、1995年以降は卒業しても免許を取得できない大学にリストアップされている。

## 理論
中国医学などの東洋医学では、人体には経絡があり、そこを気（エネルギー）が巡り、経絡の気の流れが適切で均衡がとれていれば、人は病気にならないと考える。NAETはこの東洋医学の理論に基づくとしており、現代医学とは異なるパラダイムに従っている。とはいえその理論は、東洋医学とも異なっており、伝統医療ではない。
アレルギーとは、多くは本来無害な物質に対する免疫系の過剰反応で、様々な症状を生じる。NAETはアレルギーを、経絡に沿ったエネルギーの流れの妨害や閉塞のせいだとしており、「経絡の流れを阻害する物質」「その人のエネルギーと反発するもの」を「アレルゲン」、「物質が経絡の流れを阻害すること」「（独自に定義した）アレルゲンによって発生した症状すべて」を「アレルギー」と定義している。NAETでは、医学用語が本来のものとは全く異なる意味に再定義されている。中枢神経系と、関連する感覚系は電磁的なサインを感知する能力があるとしており、「個人とアレルゲン物質の間の反発する電磁場」が「アレルギー」の特徴であるという。「アレルゲン」は様々な物質であるかもしれないし、気圧・温度・湿度といった気象状況、身近な人や自分自身、特定の感情、信念、現象、架空の存在である漫画のキャラクターといった抽象的な概念である可能性もあり、この世または心の中に存在する森羅万象が「アレルゲン」であり得るという。
鍼と指圧でエネルギーの閉塞に対処し、独自に定義した「アレルギー」反応を除去することで、体が食物の必要な栄養素を十分に吸収し、体内に侵入した環境物質の毒性を自然に排出する能力を高めることを目指す。NAETがアレルギーと呼ぶエネルギー障害の影響が蓄積することで、様々な健康障害が起こるとしており、ナムブドゥリパッドは「人間の病気の95%はある種のアレルギーから生じる」としている。人間の身体に必要とされる必須ミネラル、必須ビタミンに対するアレルギーがあるとされ、その場合十分吸収することはできないとされる。「鉄分のアレルギー」が鉄欠乏性貧血を、「カルシウム・ミネラルアレルギー」が骨粗鬆症を引き起こすことが多く、甘いものの食べ過ぎは「砂糖アレルギー」が疑われるという。
その人のエネルギーと反発するあらゆるエネルギーを調和させる施術法であると考えられ、感情も「アレルゲン」のひとつとされ、心理的な問題の治療も可能であると主張されている。副作用は全くないとされる。
代理人に施術することで患者本人を治療することが可能であるとされる。

## 方法
まず必須栄養素、それから化学物質や環境物質の「アレルゲン」を個別に施術していき、それらに対する不都合な反応の緩和を図るとしている。
施術はアプライドキネシオロジー理論に基づく「筋応答」により、「アレルゲン」と問題のある経絡を判断する。これは通常、仰臥位の患者または代理人に腕を挙上してもらい施行する（O-リングテストを利用することもある）。その後、施術を受ける患者または代理人が「アレルゲン」を保持しながら、背の胸腰椎部付近を両側性に機器か手で押圧施術していく。患者が持つ「アレルゲン」は、その「固有のエネルギー」を「転写機」で転写したというホメオパシー的調剤溶液や、「アレルゲン」をガラス瓶に密封したもの、「アレルゲン」そのものである。また、「アレルゲン」が人物の場合は、その人と手をつないだり、その人をイメージして施術を行う。
NAETの施術者が、患者の「アレルゲン」への反応がなくなったと判断したら、患者は「アレルゲン」とされる物質を回復するまでの25時間避け、25時間後から7日以内にもう一度検査に来るように言われる。

## ビジネス
the NAET Training Institute によると、16,000人以上の医療従事者がNAETを学んでいる。
ナムブドゥリパッドは、1999年にヨーロッパのビジネスマンと契約しNAETをヨーロッパに広めたが、不適切な実践が少なくないと考え、商標および知的財産権を保護を求めて訴訟を起こし、2017年にヨーロッパでの契約を打ち切りアメリカに移した。同時に、IgEを介する真のアレルギーや重度のアレルギー患者に対しての施術法教育をより厳格化し、NAETを名乗りながらプロトコルに沿っていない、あるいは別療法と謳いつつNAETに酷似した施術に対し、広く注意喚起を促している。
日本では、NAETの施術者の認定として入門講座を始めとする講座が2005年から開催されているが、2022年から入門講座は、ナムブドゥリパッドが直接教授する全世界共通内容のオンライン講座に切り替えられた。この後実技講習を受けることで、NAET公認施術者になることができる。

## エビデンス
有用性については、アプライドキネシオロジーの信頼性に否定的な文献が多くあり、「アレルギー」という言葉を医学と異なる意味に用いていることもあり、科学・医学では受け入れられていない。いくつかの利用可能な根拠のあるレビューでは、アレルギー疾患に対して効果がないと評価し、使用に対して忠告がなされており、ヨーロッパアレルギー学会、英国国立医療技術評価機構、米国アレルギーぜんそく免疫学会、アメリカ国立アレルギー・感染症研究所、オーストラリア免疫アレルギー学会（the Australasian Society of Clinical Immunology and Allergy）、南アフリカアレルギー学会（the Allergy Society of South Africa）も同様の忠告を行っている。
2つの医療論文は、「NAETはこれまでに考案されたアレルギー治療で最も実証されていない」「裏付ける研究は行われていない」と結論付けている。TeuberとPorch-Currenのレビューでは、深刻な食物アレルギーを持つ患者がNAETの治療を受け、その後に医療機関の外で自分で経口のアレルギーテスト（食物経口負荷試験）を行う場合、アナフィラキシーショックが起こる可能性があると警告している。オーストラリア免疫アレルギー学会は、アレルギーの治療にNAETを使うことに対し、科学的根拠がなく潜在的に危険があると忠告している。
Quackwatchの記者Stephen Barrettは、「NAETは、解剖学、生理学、病理学、物理学、科学界が受け入れているアレルギーの概念と合致せず、その「発見」は信じがたい。主要な診断アプローチであるアレルゲン特定するための「筋応答」というテストは無意味であり、存在しない問題を診断しようとしているのは確かだ。存在しない食物アレルギーに基づく食事制限の勧めは患者を栄養失調にさせる危険性が高く、それが子どもの場合は社会的な問題になりかねず、摂食障害になる危険性すらある」と批判している。
なお、NAET側の論文としては、デビ・S・ナムブドゥリパッドらによる「自閉症の発症や症状の主要な要因として食物や環境物質に対するアレルギーがある」という仮説に基づく対照群をとった自閉症研究、NAETの研究団体 Nambudripad’s Allergy Research Foundation（NARF）の所長でデビ・S・ナムブドゥリパッドの息子である医師のロイ・ナムブドゥリパッドによる、経口負荷試験を含むピーナッツアレルギー症例報告がある。

## 報道
2009年にアイルランドで、ピーナッツアレルギーの男性がNAETの治療を受け、5回目来院時にピーナッツの小片を食べ、1時間以内にアナフィラキシーショックで倒れ死亡したと報道された。